# أولاد بومطير (شڭران)
أولاد بومطير هي إحدى مشيخات المملكة المغربية، تتبع جغرافيا لإقليم خريبكة وإداريًا لشڭران. يقدر عدد سكانها بـ 1689 نسمة حسب الإحصاء الرسمي للسكان والسكنى لسنة 2004.